# Angelika Ouedraogo
Angelika Sita Ouedraogo (Ouagadougou, Centre, Burkina Faso, 4 de desembre de 1993) és una nedadora burkinesa.
Va representar el seu país en els Jocs Olímpics de Londres 2012. Va competir en estil lliure, 50 metres.